# فرودگاه کیپ رومانزوف ال آر آر اس
فرودگاه کیپ رومانزوف ال آر آر اس (به انگلیسی: Cape Romanzof LRRS Airport) یک فرودگاه نظامی با کد یاتا CZF است که یک باند فرود شن دارد و طول باند آن ۱۱۹۶ متر است. این فرودگاه در کشور ایالات متحده آمریکا قرار دارد و در ارتفاع ۱۴۱ متری از سطح دریا واقع شده‌است.